# بوينغ 2707
كانت طائرة بوينج 2707 عبارة عن مشروع طائرة ركاب أمريكية تفوق سرعتها سرعة الصوت خلال الستينيات. بعد الفوز في مسابقة للحصول على عقد ممول من الحكومة لبناء طائرة أمريكية أسرع من الصوت، بدأت شركة بوينج في التطوير في منشآتها في سياتل واشنطن. ظهر التصميم كطائرة كبيرة تتسع لـ 250 إلى 300 راكب وسرعات كروز تقارب 3 ماخ. وكان المقصود منها أن تكون أكبر وأسرع بكثير من تصميمات طائرة SST السابقة مثل كونكورد.
كان SST (التنقل بأسرع من الصوت) موضوع قلق كبير داخل وخارج صناعة الطيران. منذ البداية، لاحظت صناعة الطيران أن اقتصاديات التصميم كانت موضع شك، وهي مخاوف تمت معالجتها جزئيًا فقط أثناء التطوير. خارج الميدان، كان مفهوم SST بأكمله موضوعًا لصحافة سلبية كبيرة، تركزت على مسألة اختراق حاجز الصوت والتأثيرات على طبقة الأوزون.
كانت إحدى ميزات التصميم الرئيسية للطراز 2707 هي استخدامه لتكوين الجناح المتأرجح. أثناء التطوير، استمر الوزن والحجم المطلوبان لهذه الآلية في النمو، مما أجبر الفريق على البدء من جديد باستخدام جناح دلتا تقليدي. أدى ارتفاع التكاليف وعدم وجود أسواق واضحة إلى إلغائه في عام 1971 قبل الانتهاء من نموذجين أوليين.

## تطوير

### الدراسات المبكرة
عملت شركة بوينج على عدد من دراسات النقل الأسرع من الصوت على نطاق صغير (SST) منذ عام 1952. وفي عام 1958، أنشأت لجنة أبحاث دائمة، والتي نمت إلى مليون دولار بحلول عام 1960. واقترحت اللجنة مجموعة متنوعة من التصاميم البديلة، وكلها تحت اسم الموديل 733. تميزت معظم التصميمات بجناح دلتا كبير، ولكن في عام 1959 تم تقديم تصميم آخر كفرع لجهود بوينج في مشروع TFX المتأرجح (مما أدى إلى شراء جنرال ديناميكس F-111 بدلاً من عرض بوينج). في عام 1960، أجريت منافسة داخلية على طائرة من 150 مقعدًا للطيران عبر المحيط الأطلسي، وفازت نسخة الجناح المتأرجح.
كلف الرئيس جون كينيدي بعد وقت قصير من توليه منصبه، إدارة الطيران الفيدرالية بإعداد تقرير عن «أهداف الطيران الوطنية للفترة من الآن وحتى عام 1970». تم إجراء الدراسة في أعقاب العديد من الحوادث، مما أدى إلى الاعتقاد بأن الصناعة كانت تحتضر. بدأ مشروعان، مشروع بيكون (Beacon) على أنظمة ملاحية جديدة ومراقبة الحركة الجوية، ومشروع هورايزون حول تطورات الطيران المدني المتقدمة.
بعد شهر واحد فقط، أنتج المدير الجديد لإدارة الطيران الفيدرالية، نجيب حلبي، لجنة أهداف الطيران الوطنية، المعروفة باسم Project Horizon. من بين الاقتراحات الأخرى، تم استخدام التقرير كمنصة لتعزيز SST. جادل حلبي بأن الفشل في دخول هذا السوق سيكون «نكسة مذهلة». قوبل التقرير بالشك من قبل معظم الآخرين. كان كينيدي قد وضع ليندون جونسون في ملف طائرة أسرع من الصوت، والتفت إلى روبرت مكنمارا للحصول على إرشادات. كان ماكنمارا متشككًا للغاية في مشروع طائرة أسرع من الصوت، وهاجم تنبؤات حلبي. كان يخشى أيضًا أن يتم تسليم المشروع إلى وزارة الدفاع وكان حريصًا على الضغط لإجراء مزيد من الدراسات.
كان المفهوم الأساسي وراء SST هو أن رحلتها السريعة ستسمح لهم برحلات أكثر من الطائرات دون سرعة الصوت، مما يؤدي إلى استخدام أعلى. ومع ذلك، فقد فعلت ذلك على حساب زيادة استخدام الوقود بشكل كبير. إذا تغيرت تكاليف الوقود بشكل كبير، فلن تكون طائرات SST قادرة على المنافسة. تم فهم هذه المشاكل جيدًا داخل الصناعة؛ أصدر اتحاد النقل الجوي الدولي (IATA) مجموعة من «ضرورات التصميم» لـ SST التي كان من المستحيل تلبيتها أساسًا - كان الإصدار تحذيرًا لمروجي SST داخل الصناعة.